# 291-й истребительный авиационный полк
291-й истребительный авиационный Неманский ордена Суворова полк (291-й иап) — воинская часть Военно-воздушных сил (ВВС) Вооружённых Сил РККА, принимавшая участие в боевых действиях Великой Отечественной войны.

## Наименования полка
За весь период своего существования полк несколько раз менял своё наименование:
- 291-й истребительный авиационный полк;
- 291-й истребительный авиационный полк ПВО;
- 291-й истребительный авиационный полк;
- 291-й истребительный авиационный Неманский полк;
- 291-й истребительный авиационный Неманский ордена Суворова полк;
- 868-й истребительный авиационный Неманский ордена Суворова полк;
- 42-й зенитно-ракетный Неманский ордена Суворова полк ПВО;
- 85-я зенитно-ракетная Неманская ордена Суворова бригада ПВО.
- Полевая почта 26346.

## Создание полка
291-й истребительный авиационный полк формировался в апреле 1941 года в составе 65-й истребительной авиационной дивизии Одесского военного округа на аэродроме г. Сарата Молдавской ССР на самолётах И-16.
| И-15 бис | И-153 | И-16 |

## Переименование и переформирование полка
- 291-й истребительный авиационный Неманский ордена Суворова полк 20 февраля 1949 года переименован в 868-й истребительный авиационный Неманский ордена Суворова полк 175-й истребительной авиационной дивизии (бывшей 265-й иад) 24-й ВА Группы советских войск в Германии[1]
- 868-й истребительный авиационный Неманский ордена Суворова полк 5 мая 1961 года переформирован в 42-й зенитно-ракетный Неманский ордена Суворова полк ПВО, в дальнейшем на базе которого развернута 85-я зенитно-ракетная Неманская ордена Суворова бригада 27-го корпуса ПВО.

## В действующей армии
В составе действующей армии:
- с 27 ноября 1941 года по 10 июня 1942 года,
- с 19 сентября 1942 года по 25 ноября 1942 года
- с 7 апреля 1943 года по 22 июня 1943 года,
- с 9 июля 1943 года по 3 августа 1943 года,
- с 1 сентября 1943 года по 12 мая 1944 года,
- с 22 июня 1944 года по 9 сентября 1944 года,
- с 21 ноября 1944 года по 9 мая 1945 года.

## Командиры полка
| Звание               | Имя                        | Период                  | Примечание |
| -------------------- | -------------------------- | ----------------------- | ---------- |
| майор                | Шебалтас Михаил Трофимович | 07.1941 — 10.1942       |            |
| майор                | Индык Семён Леонтьевич     | 10.1942 — 11.1942       |            |
| майор                | Симонов Василий Семёнович  | 02.1943 — 20.04.1943    | погиб      |
| майор                | Янович Анатолий Кузьмич    | 25.04.1943 — 02.08.1943 | ВРИД       |
| гвардии подполковник | Якимов Александр Иванович  | 02.08.1943 — 26.03.1945 |            |
| майор                | Янович Анатолий Кузьмич    | 28.03.1945 — 31.12.1945 |            |

## В составе соединений и объединений
| Период        | Фронт (округ)                                   | армия                | корпус                                    | дивизия                                       | примечание |
| ------------- | ----------------------------------------------- | -------------------- | ----------------------------------------- | --------------------------------------------- | --- |
| 01.04.1941 г. | Одесский военный округ                          | ВВС ОдВО             |                                           | 65-я истребительная авиационная дивизия       | И-16, Сарата |
| 22.06.1941 г. | Одесский военный округ                          | ВВС ОдВО             |                                           | 65-я истребительная авиационная дивизия       | И-16, Сарата |
| 12.09.1941 г. | Северо-Кавказский военный округ                 | ВВС СКВО             |                                           | 11-й запасной истребительный авиационный полк | ЛаГГ-3, г. Каменск-Шахтинский                                                                                             |
| 17.11.1941 г. | Московский округ ПВО                            | Московская зона ПВО  |                                           | 147-я истребительная авиационная дивизия ПВО  | ЛаГГ-3 |
| 27.11.1941 г. | Московский округ ПВО                            | Московская зона ПВО  | 6-й истребительный авиационный корпус ПВО | 147-я истребительная авиационная дивизия ПВО  | ЛаГГ-3 |
| 29.03.1942 г. | Северо-Западный фронт                           | Авиация Резерва ВГК  |                                           | 2-я ударная авиационная группа                | ЛаГГ-3 |
| 10.06.1942 г. | Московский военный округ                        | ВВС МВО              |                                           | 2-й запасной истребительный авиационный полк  | ЛаГГ-3, ст. Сейма Горьковской области                                                                                     |
| 19.09.1942 г. | Сталинградский фронт                            | 16-я воздушная армия |                                           | 220-я истребительная авиационная дивизия      | ЛаГГ-3 |
| 30.09.1942 г. | Донской фронт                                   | 16-я воздушная армия |                                           | 220-я истребительная авиационная дивизия      | ЛаГГ-3 |
| 25.11.1942 г. | Приволжский военный округ                       | ВВС ПриВО            |                                           | 16-й запасной истребительный авиационный полк | Як-1, пос. Баланда Саратовская область                                                                                    |
| 01.12.1942 г. | Приволжский военный округ                       | ВВС ПриВО            |                                           | 16-й запасной истребительный авиационный полк | Укомплектован летным составом, прибывшим с Дальнего Востока из 53-го иап ДВФ во главе с командиром полка м-ром Симоновым. |
| 10.02.1943 г. | Резерв Верховного Главнокомандования            | Авиация Резерва ВГК  |                                           | 265-я истребительная авиационная дивизия      | Як-1 |
| 21.02.1943 г. | Резерв Верховного Главнокомандования            | Авиация Резерва ВГК  | 3-й истребительный авиационный корпус     | 265-я истребительная авиационная дивизия      | Як-1 |
| 07.04.1943 г. | Северо-Кавказский фронт                         | 4-я воздушная армия  | 3-й истребительный авиационный корпус     | 265-я истребительная авиационная дивизия      | Як-1 |
| 23.06.1943 г. | Брянский фронт                                  | Авиация Резерва ВГК  | 3-й истребительный авиационный корпус     | 265-я истребительная авиационная дивизия      | Як-1, Липецкая область |
| 09.07.1943 г. | Степной фронт                                   | 5-я воздушная армия  | 3-й истребительный авиационный корпус     | 265-я истребительная авиационная дивизия      | Як-1, Липецкая область, боевой работы не вёл                                                                              |
| 04.08.1943 г. | Резерв Верховного Главнокомандования            | Авиация Резерва ВГК  | 3-й истребительный авиационный корпус     | 265-я истребительная авиационная дивизия      | Як-1 |
| 01.09.1943 г. | Южный фронт                                     | 8-я воздушная армия  | 3-й истребительный авиационный корпус     | 265-я истребительная авиационная дивизия      | Як-1 |
| 20.10.1943 г. | 4-й Украинский фронт                            | 8-я воздушная армия  | 3-й истребительный авиационный корпус     | 265-я истребительная авиационная дивизия      | Як-1 |
| 13.05.1944 г. | Резерв Верховного Главнокомандования            | Авиация Резерва ВГК  | 3-й истребительный авиационный корпус     | 265-я истребительная авиационная дивизия      | Як-9Д |
| 22.06.1944 г. | 3-й Белорусский фронт                           | 1-я воздушная армия  | 3-й истребительный авиационный корпус     | 265-я истребительная авиационная дивизия      | Як-9 |
| 10.09.1944 г. | Резерв Верховного Главнокомандования            | Авиация Резерва ВГК  | 3-й истребительный авиационный корпус     | 265-я истребительная авиационная дивизия      | Як-9 |
| 21.11.1944 г. | 1-й Белорусский фронт                           | 16-я воздушная армия | 3-й истребительный авиационный корпус     | 265-я истребительная авиационная дивизия      | Як-9 |
| 09.05.1945 г. | 1-й Белорусский фронт                           | 16-я воздушная армия | 3-й истребительный авиационный корпус     | 265-я истребительная авиационная дивизия      | Як-9 |
| 10.06.1945 г. | Группа советских оккупационных войск в Германии | 16-я воздушная армия | 3-й истребительный авиационный корпус     | 265-я истребительная авиационная дивизия      | Як-9 |
| 20.02.1949 г. | Группа советских оккупационных войск в Германии | 24-я воздушная армия | 71-й истребительный авиационный корпус    | 175-я истребительная авиационная дивизия      | полк переименован в 868-й иап, Як-9                                                                                       |
| 01.10.1951 г. | Белорусский военный округ                       | 26-я воздушная армия | 58-й истребительный авиационный корпус    | 175-я истребительная авиационная дивизия      | МиГ-15 |
| 08.12.1952 г. | Прибалтийский военный округ                     | 30-я воздушная армия |                                           | 175-я истребительная авиационная дивизия      | МиГ-15, аэр. Краслава Литовской ССР                                                                                       |
| 05.05.1961 г. | Прибалтийский военный округ                     | 30-я воздушная армия |                                           | 175-я истребительная авиационная дивизия      | МиГ-17, расформирован |

## Участие в операциях и битвах
- Приграничные сражения в Молдавии с 22 июня 1941 года по 29 июня 1941 года
- Московская битва с 27 ноября 1941 года по 29 марта 1942 года
- Демянская операция (1942) с 29 марта 1942 года по 20 мая 1942 года
- Сталинградская битва с 19 сентября 1942 года по 25 ноября 1942 года
- Воздушное сражение на Кубани[6] с 17 апреля 1943 года по 7 июня 1943 года
- Донбасская операция[6] с 1 сентября 1943 года по 22 сентября 1943 года
- Мелитопольская операция[6] с 26 сентября 1943 года по 5 ноября 1943 года
- Никопольско-Криворожская наступательная операция[6] с 30 января 1944 года по 29 февраля 1944 года
- Крымская операция[6] с 8 апреля 1944 года по 12 мая 1944 года
- Белорусская операция «Багратион»[6] с 23 июня 1944 года по 29 августа 1944 года
- Вильнюсская фронтовая наступательная операция[6] с 5 июля 1944 года по 20 июля 1944 года
- Каунасская наступательная операция[6] с 28 июля 1944 года по 28 августа 1944 года
- Висло-Одерская операция с 12 января 1945 по 3 февраля 1945 года
- Варшавско-Познанская наступательная операция с 14 января 1945 года по 3 февраля 1945 года
- Восточно-Померанская операция[6] с 10 февраля 1945 года по 20 марта 1945 года
- Берлинская наступательная операция[6] с 16 апреля 1945 года по 8 мая 1945 года

## Почётные наименования
291-му истребительному авиационному полку за отличие в боях по прорыву обороны немцев на реке Неман 12 августа 1944 года Приказом НКО СССР присвоено почётное наименование «Неманский»

## Награды
291-й Неманский истребительный авиационный полк за образцовое выполнение боевых заданий командования в боях при прорыве обороны немцев и наступлении на Берлин и проявленные при этом доблесть и мужество Указом Президиума Верховного Совета СССР от 28 мая 1945 года награждён орденом «Суворова III степени».

## Отличившиеся воины полка
- Басков Владимир Сергеевич, майор, командир эскадрильи 291-го истребительного авиационного полка 265-й истребительной авиационной дивизии 3-го истребительного авиационного корпуса 16-й воздушной армии 23 февраля 1948 года удостоен звания Герой Советского Союза. Золотая Звезда № 7904
- Калашников Виктор Васильевич, капитан, командир эскадрильи 291-го истребительного авиационного полка 265-й истребительной авиационной дивизии 3-го истребительного авиационного корпуса 16-й воздушной армии 12 мая 1997 года удостоен звания Герой России. Медаль № 399
- Конобаев Василий Сергеевич, младший лейтенант, заместитель командира эскадрильи 291-го истребительного авиационного полка 265-й истребительной авиационной дивизии 3-го истребительного авиационного корпуса 8-й воздушной армии Южного фронта 13 апреля 1944 года удостоен звания Герой Советского Союза. Посмертно.
- Лавренов Александр Филиппович, лейтенант, помощник по воздушно-Стрелковой Службе командира 291-го истребительного авиационного полка 265-й истребительной авиационной дивизии 3-го истребительного авиационного корпуса 4-й воздушной армии 1 ноября 1943 года удостоен звания Герой Советского Союза. Золотая Звезда № 1273
- Нестеренко Григорий Карпович, лейтенант, старший лётчик 291-го истребительного авиационного полка 265-й истребительной авиационной дивизии 3-го истребительного авиационного корпуса 8-й воздушной армии 1 ноября 1943 года удостоен звания Герой Советского Союза. Посмертно

## Благодарности Верховного Главнокомандования
За проявленные образцы мужества и героизма Верховным Главнокомандующим лётчикам полка в составе дивизии объявлялись благодарности:
- За освобождение города Мелитополь[8]
- За освобождение города Симферополь[9]
- За овладение городами Сохачев, Скерневице и Лович[10]
- За овладение городами Лодзь, Кутно, Томашув (Томашов), Гостынин и Ленчица[11]
- За овладение городом Быдгощ (Бромберг)[12]
- За овладение городами Штаргард, Наугард, Польцин[13]
- За овладение городом Альтдамм[14]

За проявленные образцы мужества и героизма Верховным Главнокомандующим лётчикам полка в составе корпуса объявлялись благодарности:
- За прорыв обороны немцев на их плацдарме южнее города Никополь[15]
- За прорыв сильно укреплённой обороны противника на Перекопском перешейке[16]
- За освобождение города Севастополь[17]
- За освобождение города Орша[18]
- За овладение городом Минск[19]
- За овладение городом Вильнюс[20]
- За овладение городом и крепостью Каунас (Ковно)[21]
- За овладение городом Варшава[22]
- За овладение городами Влоцлавек, Бжесць-Куявски и Коло[23]
- За овладение городами Хоэнзальца (Иновроцлав), Александров, Аргенау и Лабишин[24]
- За овладение городами Бервальде, Темпельбург, Фалькенбург, Драмбург, Вангерин, Лабес, Фрайенвальде, Шифелъбайн, Регенвальде и Керлин[25]
- За овладение городами Бельгард, Трептов, Грайфенберг, Каммин, Гюльцов, Плате[26]
- За овладение городами Голлнов, Штепенитц и Массов[27]
- За овладение городами Франкфурт-на-Одере, Вандлитц, Ораниенбург, Биркенвердер, Геннигсдорф, Панков, Фридрихсфелъде, Карлсхорст, Кепеник и вступление в столицу Германии город Берлин[28]
- За овладение городами Науен, Эльшталь, Рорбек, Марквардт и Кетцин[29]
- За овладение городами Ратенов, Шпандау, Потсдам[30]
- За овладение городом Бранденбург[31]
- За овладение городом Берлин[32]

## Статистика боевых действий
Всего за годы Великой Отечественной войны полком:
| Выполнено боевых вылетов | Сбито самолётов в воздухе | Уничтожено самолётов всего |
| ------------------------ | ------------------------- | -------------------------- |
| 7894                     | 376                       | 425                        |

Свои потери:
| Потеряно самолётов, всего | Погибло лётчиков всего | Из них погибло в воздушных боях | Из них не вернулось с боевого задания | Из них умерло от ранений | Из них погибло в авиакатастрофах | Из них прочие небоевые |
| ------------------------- | ---------------------- | ------------------------------- | ------------------------------------- | ------------------------ | -------------------------------- | ---------------------- |
| 101                       | 65                     | 29                              | 21                                    | 1                        | 6                                | 8                      |

## Самолёты на вооружении
| Период      | Самолёты |
| ----------- | -------- |
| 1941 — 1941 | И-16     |
| 1941 — 1943 | ЛаГГ-3   |
| 1942 — 1944 | Як-1     |
| 1944 — 1950 | Як-9     |
| 1949 — 1954 | МиГ-15   |
| 1954 — 1961 | МиГ-17   |

## Базирование
| Период               | Аэродромы                             |
| -------------------- | ------------------------------------- |
| 05.1945 — 06.1946    | Далльгов-Дёбериц, Германия            |
| 06.1946 — 08.1949    | Нойендорф-Бранденбург, Германия       |
| 08.1949 — 10.1951    | Эберсвальде-Финов, Германия           |
| 10.1951 — 08.12.1952 | Лида, Гродненская область, Белоруссия |
| 08.12.1952 — 05.1961 | Кармелава, Литовская ССР              |